# Generation Wild
Generation Wild è il terzo album del gruppo musicale svedese Crashdïet, pubblicato dall'etichetta discografica Frontiers Records il 14 aprile 2010.

## Tracce
1. Armageddon
2. So Alive
3. Generation Wild
4. Rebel
5. Save Her
6. Down with the Dust
7. Native Nature
8. Chemical
9. Bound to Fall
10. Beautiful Pain

## Formazione
- Simon Cruz – voce
- Martin Sweet – chitarra
- Peter London – basso
- Eric Young – batteria